# قائمة المناطق الإدارية السعودية

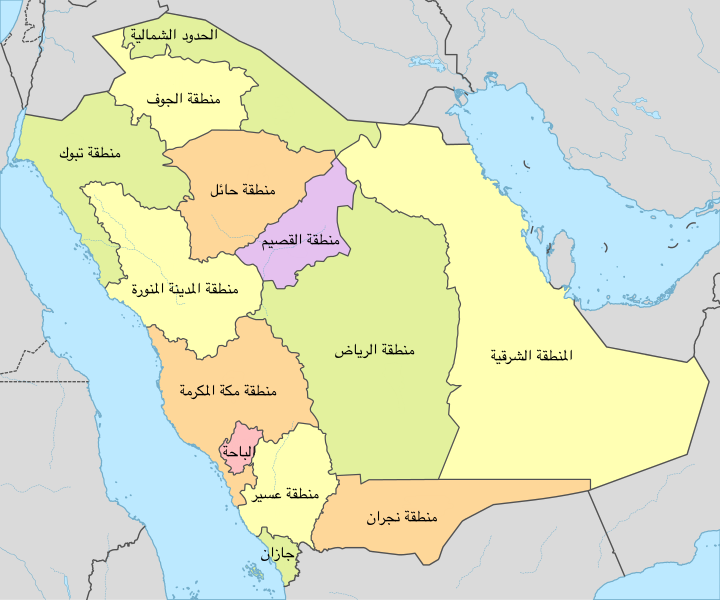
خريطة توضح توزيع المناطق الإدارية في المملكة العربية السعودية.

قائمة المناطق الإدارية السعودية تُقسَّم المملكة العربية السعودية إلى 13 منطقةً إداريّةً، وتنقسم كلّ منطقةٍ منها إلى عددٍ من المحافظات يختلف عددها من منطقةٍ إلى أخرى، وتنقسم المحافظة إلى مراكز ترتبط إدارياً بالمحافظة أو الإمارة، وتشتمل الإمارة أو المحافظة أو المركز على عدد من المسميات السكانيّة (مدن، وقرى، ومزارع، وموارد مياه، وتجمع بادية) ترتبط بها إدارياً. تنص المادة الثالثة من نظام المناطق على: «تتكون كل منطقة إدارياً من عدد من المحافظات، والمراكز، ويراعى في ذلك الاعتبارات السكانية، والجغرافية، والأمنية، وظروف البيئة، وطرق المواصلات»، وتُصنّف المحافظات في المملكة إلى فئتين حسب توفّر الخدمات حيث تضم المناطق محافظات فئة (أ)، ومحافظات فئة (ب)، وكذلك المراكز فهناك مراكز فئة (أ)، ومراكز فئة (ب). كان يبلغ عدد المحافظات في المملكة 118 محافظةً تُحتسب ضمنها مراكز الإمارات إلى أن تمت الموافقة سنة 2012م على زيادة عدد المحافظات لتصل بذلك إلى 134 محافظة بدون احتساب مراكز إمارات المناطق. تُعدّ منطقة الرياض أكثر المناطق تقسيماً إذ يبلغ عدد محافظاتها 21 محافظةٍ، بينما تُعد منطقة الجوف ومنطقة الحدود الشماليّة أقلّها بـ3 محافظات لكل منطقة.
أكبر مناطق المملكة مساحةً هي المنطقة الشرقية، إذ تبلغ مساحتها 529,038 كم2، وتُمثِّل نحو 24٫6% من مساحة المملكة، أما أصغر مناطق المملكة مساحةً فهي منطقة الباحة، إذ تبلغ مساحتها نحو 12,000 كم2، تُمثِّل نحو 0.6% من مجمل المساحة. أكبر محافظات المملكة مساحةً هي محافظة الأحساء التابعة للمنطقة الشرقية، إذ تبلغ مساحتها نحو 377,938 كم2، تُمثِّل نحو 71% من مساحة المنطقة، وتضم أجزاءً كبيرةً من الربع الخالي، أما أصغر المحافظات مساحةً فهي محافظة الحُرَّث التابعة لمنطقة جازان، إذ تبلغ مساحتها نحو 100 كم2.
تبلغ المساحة الإجمالية للسعودية حوالي مليوني كيلومتر مربع وهو ما يمثل قرابة 70% من شبه الجزيرة العربية. للمملكة حدود برية وبحرية مع العديد من الدول المجاورة لها. يبلغ طول الحدود البرية 4,531 كم2 ويحدّها كل من الأردن، والعراق، والكويت، وقطر، والإمارات، وعمان، واليمن. كما تحدُّها العديد من الدول بحرياً، وهي الكويت، والبحرين، وإيران، وقطر، والإمارات، والأردن، ومصر، والسودان، وإريتريا، واليمن.

## المناطق الإدارية
| المنطقة               | الخريطة | العاصمة (مقر الإمارة) | المحافظات | المحافظات | المحافظات | المراكز | المراكز | المراكز | عدد السكان | عدد السكان | المساحة الكلية (كم2) |
| المنطقة               | الخريطة | العاصمة (مقر الإمارة) | فئة (أ)   | فئة (ب)   | المجموع   | فئة (أ) | فئة (ب) | المجموع | تعداد 2010 | تعداد 2022 | المساحة الكلية (كم2) |
| --------------------- | ------- | --------------------- | --------- | --------- | --------- | ------- | ------- | ------- | ---------- | ---------- | -------------------- |
| منطقة الرياض          |         | الرياض                | 12        | 9         | 21        | 171     | 282     | 453     | 6٬777٬146  | 8,591,748  | 380,000              |
| منطقة مكة المكرمة     |         | مكة المكرمة           | 9         | 7         | 16        | 34      | 77      | 111     | 6٬915٬006  | 8,021,463  | 137,000              |
| منطقة المدينة المنورة |         | المدينة المنورة       | 4         | 4         | 8         | 37      | 53      | 90      | 1٬770٬215  | 2,137,983  | 150,000              |
| منطقة القصيم          |         | بريدة                 | 5         | 8         | 13        | 61      | 91      | 153     | 1٬215٬858  | 1,336,179  | 73,000               |
| المنطقة الشرقية       |         | الدمام                | 6         | 6         | 12        | 71      | 36      | 107     | 4٬105٬780  | 5,125,254  | 529,038              |
| منطقة عسير            |         | أبها                  | 6         | 10        | 16        | 36      | 65      | 101     | 1٬913٬392  | 2,024,285  | 80,000               |
| منطقة تبوك            |         | تبوك                  | 4         | 2         | 6         | 18      | 55      | 73      | 799٬253    | 886,036    | 136,000              |
| منطقة حائل            |         | حائل                  | 1         | 7         | 8         | 44      | 40      | 84      | 597٬144    | 746,406    | 120,000              |
| منطقة الحدود الشمالية |         | عرعر                  | 2         | 1         | 3         | 6       | 11      | 17      | 320٬524    | 373,577    | 104,000              |
| منطقة جازان           |         | جازان                 | 5         | 11        | 16        | 22      | 9       | 31      | 1٬365٬110  | 1,404,997  | 13,000               |
| منطقة نجران           |         | نجران                 | 1         | 6         | 7         | 25      | 34      | 59      | 505٬652    | 592,300    | 130,000              |
| منطقة الباحة          |         | الباحة                | 4         | 5         | 9         | 20      | 15      | 35      | 411٬888    | 339,174    | 12,000               |
| منطقة الجوف           |         | سكاكا                 | 2         | 1         | 3         | 11      | 22      | 33      | 440٬009    | 595,822    | 85,000               |

## أكبر المحافظات
| م. | المحافظة        | المنطقة               | عدد السكان | م. | المحافظة  | المنطقة         | عدد السكان |
| -- | --------------- | --------------------- | ---------- | -- | --------- | --------------- | ---------- |
| 1  | الرياض          | منطقة الرياض          | 7,009,120  | 8  | بريدة     | منطقة القصيم    | 677,647    |
| 2  | جدة             | منطقة مكة المكرمة     | 3,751,722  | 9  | الخبر     | المنطقة الشرقية | 658,550    |
| 3  | مكة المكرمة     | منطقة مكة المكرمة     | 2,427,924  | 10 | تبوك      | منطقة تبوك      | 623,665    |
| 4  | الدمام          | المنطقة الشرقية       | 1,532,326  | 11 | خميس مشيط | منطقة عسير      | 601,305    |
| 5  | المدينة المنورة | منطقة المدينة المنورة | 1,477,047  | 12 | القطيف    | المنطقة الشرقية | 552,442    |
| 6  | الأحساء         | المنطقة الشرقية       | 1,104,267  | 13 | الجبيل    | المنطقة الشرقية | 505,162    |
| 7  | الطائف          | منطقة مكة المكرمة     | 913,374    | 14 | حائل      | منطقة حائل      | 498,575    |

## الجزر المأهولة بالسكان
| الجزيرة       | الإحداثيات                                    | المساحة الكلية (كم2) | البعد عن الساحل (ميل بحري) | عدد السكان (إحصائية سنة 2022) | المحافظة | المنطقة         |
| ------------- | --------------------------------------------- | -------------------- | -------------------------- | ----------------------------- | -------- | --------------- |
| البحر الأحمر  |                                               |                      |                            |                               |          |                 |
| فرسان         | 16°42′42″N 42°00′00″E / 16.71167°N 42.00000°E | 380                  | 20,50                      | 10,118                        | فرسان    | منطقة جازان     |
| السقيد        | 16°51′35″N 41°55′54″E / 16.85972°N 41.93167°E | 150                  | 23,80                      | –                             | فرسان    | منطقة جازان     |
| قُمّاح          | 16°38′38″N 42°01′36″E / 16.64389°N 42.02667°E | 15,4                 | 29,50                      | –                             | فرسان    | منطقة جازان     |
| الخليج العربي |                                               |                      |                            |                               |          |                 |
| أبو علي       | 27°20′40″N 49°31′30″E / 27.34444°N 49.52500°E | 59,30                | 4,5                        | –                             | الجبيل   | المنطقة الشرقية |
| تاروت         | 26°34′25″N 50°04′00″E / 26.57361°N 50.06667°E | 20,30                | 0,5                        | 117,646                       | القطيف   | المنطقة الشرقية |
| جُنّة           | 27°22′15″N 49°18′20″E / 27.37083°N 49.30556°E | 5,40                 | 0,8                        | –                             | الجبيل   | المنطقة الشرقية |

## طالع أيضًا
- التقسيم الإداري للمملكة العربية السعودية
- قائمة مدن السعودية
- قائمة محافظات السعودية
- قائمة جزر السعودية
- أيزو 3166-2:SA

## وصلات خارجية
- إمارات المناطق الإدارية السعودية على موقع وزارة الداخلية.
- الدليل الموحد لترميز المناطق والمحافظات والمراكز الإدارية